# Fernando Marías Amondo
Fernando Marías (Bilbao, Vizcaya, 13 de junio de 1958 - Madrid, 5 de febrero de 2022) fue un escritor, guionista y editor español.

## Biografía
En 1975 se trasladó a Madrid para estudiar cine desde su Bilbao natal.
Su primera novela, La luz prodigiosa (1990), ganó el Premio Ciudad de Barbastro. En 2001, con la novela El niño de los coroneles, ganó el premio Nadal. Escribió junto al también autor bilbaíno Juan Bas la serie Páginas ocultas de la Historia, y los guiones de las películas El segundo nombre (Paco Plaza, 2001) y La luz prodigiosa (Miguel Hermoso, 2003), sobre su propia novela. Con su novela La isla del padre ganó el Premio Biblioteca Breve 2015. Era autor de Cielo abajo (Premio Nacional de Literatura Infantil y Juvenil en 2006).
Como editor publicó varias antologías de relatos 5x2=9, Diez miradas contra la violencia de género (Península, 2009), Hnegra 22 relatos +22 ilustraciones = 22 personajes femeninos de género negro ( Alrevés, 2017) , Frankenstein resuturado (Alrevés, 2018), homenaje colectivo de relatos, ilustraciones y música a la novela de Mary Shelley, y Como tú, 20 relatos + 20 ilustraciones por la igualdad (Anaya, 2019). Dicen que no hablan las plantas (Anaya, 2021) es otra propuesta cultural de Fernando Marías y Raquel Lanseros, un recopilatorio de cincuenta y dos poemas en lengua española escritos en diferentes siglos, inspirados en las cuatro estaciones, con ilustraciones de Raquel Lagartos e incluso una semilla dentro para plantar. 
Fue fundador del colectivo artístico "Hijos de Mary Shelley" En 2016 creó junto a Rosa Masip la agencia de viajes culturales Diodati se mueve pionera en el sector del turismo experiencial, y el libro Al otro lado de la brújula (Anaya, 2021) que escribieron durante la pandemia inspirándose en sus viajes.
En teatro produjo El hogar del monstruo, estrenada en 2016 en el Centro Dramático Nacional bajo la dirección de Vanessa Montfort. Escribió la adaptación teatral de la novela Los santos inocentes junto a Javier Hernández-Simón. Durante años subió al escenario junto a Espido Freire para interpretar el dueto de monólogos Esta noche moriremos.
Falleció en la madrugada del 5 de febrero de 2022 a causa de una hepatitis autoinmune, que puso fin a su vida a la edad de 63 años.

## Obras narrativas
- La luz prodigiosa (1990), Premio Ciudad de Barbastro
- Esta noche moriré (1992)
- Páginas ocultas de la Historia (1997), coescrito con Juan Bas
- Los fabulosos hombres película (1998)
- El niño de los coroneles (2001). Premio Nadal 2001
- La batalla de Matxitxako (2001)
- La mujer de las alas grises (2003)
- Invasor (2004), Premio Dulce Chacón de Narrativa Española 2005
- Cielo abajo (2005), Premio Anaya 2005 y Premio Nacional de Literatura Infantil y Juvenil 2006
- El mundo se acaba todos los días (2005). Premio Ateneo de Sevilla 2005
- Zara y el librero de Bagdad (2008), Premio Gran Angular 2008
- Todo el amor y casi toda la muerte (2010), Premio Primavera 2010
- El silencio se mueve (2010)
- La isla del padre (2015). Premio Biblioteca Breve 2015
- Arde este libro (2021)
- Al otro lado de la brújula (Anaya, 2021), coescrito con Rosa Masip

## Guiones cinematográficos
- El segundo nombre (2001)
- La luz prodigiosa (2004)
- Invasor (2012)
- Biografía del cadáver de una mujer (2020) Coguionista con Mabel Lozano[3]

## Premios
- Premio Ciudad de Barbastro (1990) con La luz prodigiosa
- Premio Nadal (2001) con El niño de los coroneles
- Premio Dulce Chacón de Narrativa Española (2004) con Invasor
- Premio Ateneo de Sevilla (2005) con El mundo se acaba todos los días
- Premio Anaya (2005) con Cielo abajo
- Premio Nacional de Literatura Infantil y Juvenil (2006) con Cielo abajo
- Premio Gran Angular (2008) con Zara y el librero de Bagdad
- Premio Primavera (2010) con Todo el amor y casi toda la muerte
- Premio Biblioteca Breve (2015) con La isla del padre[4]